# 欽薩利
10°32′S 32°03′E / 10.533°S 32.050°E

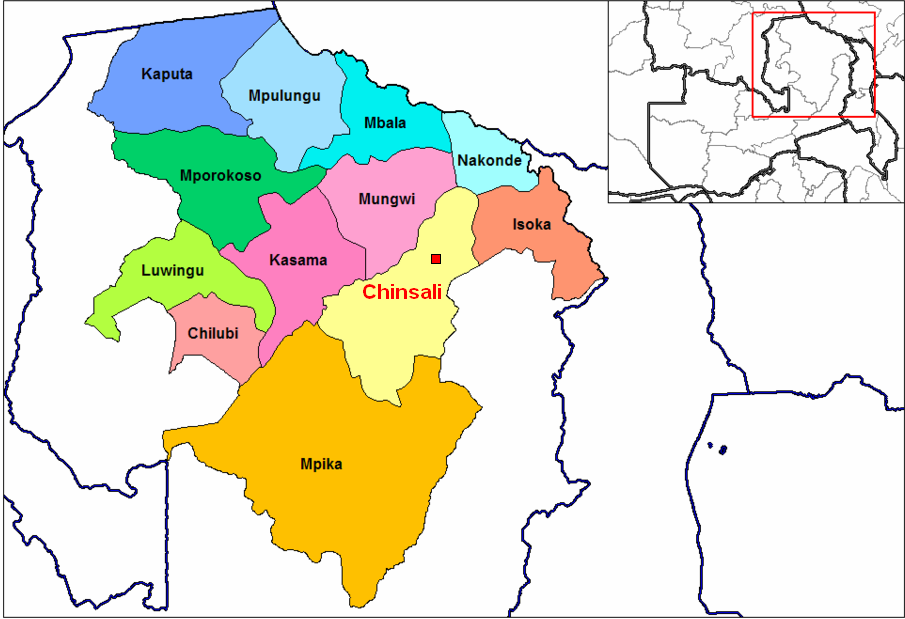

欽薩利（英語：Chinsali），是贊比亞的城鎮，位於該國東北部，由穆欽加省負責管轄，是欽薩利縣的首府，處於姆皮卡東北面約180公里，海拔高度1,300米，2006人口14,000。